# Josef Moest
Josef Moest (* 13. Januar 1873 in Köln; † 25. Mai 1914 in Rath/Heumar) war ein deutscher Bildhauer.

## Leben und Wirken

### Herkunft
Josef Moest wuchs als zweites von drei Kindern des Bildhauers und Restaurators Richard Moest und seiner Frau Wilhelmina geb. Bischoffsberger in einer großbürgerlichen Umgebung auf, umgeben von der Sammlung spätmittelalterlicher Skulpturen seines Vaters. Seit seiner Jugend litt er an Tuberkulose und musste häufig Kuraufenthalte in Davos absolvieren.

### Ausbildung
Nach dem Besuch des Realgymnasiums war er zunächst Gehilfe bei Dombildhauer Peter Fuchs. 1897 bis 1902 studierte er Bildhauerei bei Syrius Eberle an der Münchener Akademie, wo er eine Reihe von Preisen gewann. Zahlreiche Italienreisen folgten.

### Tätigkeit in Köln

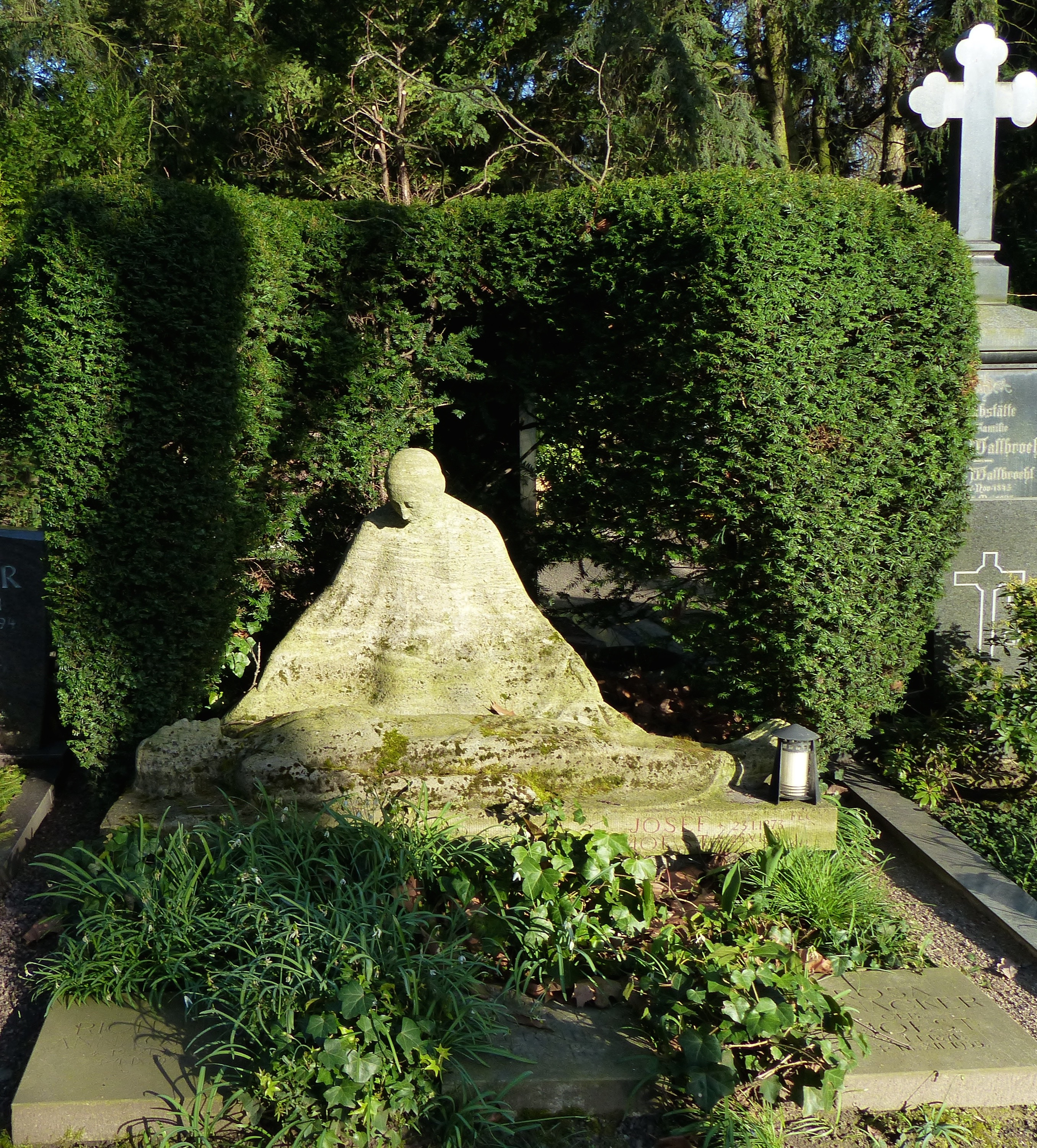
Grabstelle von Josef Moest auf dem Melaten-Friedhof

Nachdem Moest am 7. November 1903 im elterlichen Haus (Richmodstraße 33) ein eigenes Atelier eröffnet hatte, arbeitete er als freier Bildhauer. Im März 1904 wurde er mit dem ersten Preis eines Wettbewerbs für Kölner Bildhauer zu monumentalen Friedhofskreuzen ausgezeichnet (siehe Werke: Südfriedhof). Im Jahre 1904 war Moest Mitbegründer der Kölner Künstlervereinigung „Stil“.
Schwerpunkt seines Schaffens in den folgenden Jahren bildeten religiöse Kleinplastiken für Gräber, Brunnen und Altäre. In Zusammenarbeit mit verschiedenen Architekten schuf Josef Moest auch Kleinbauten und Bauplastik. 1912 entwarf er, wohl für das eigene Grab, eine Pietà, die aber erst 1956 von Wilhelm Hermann Paul Simon ausgeführt und auf dem Familiengrab auf dem Kölner Melaten-Friedhof aufgestellt wurde.

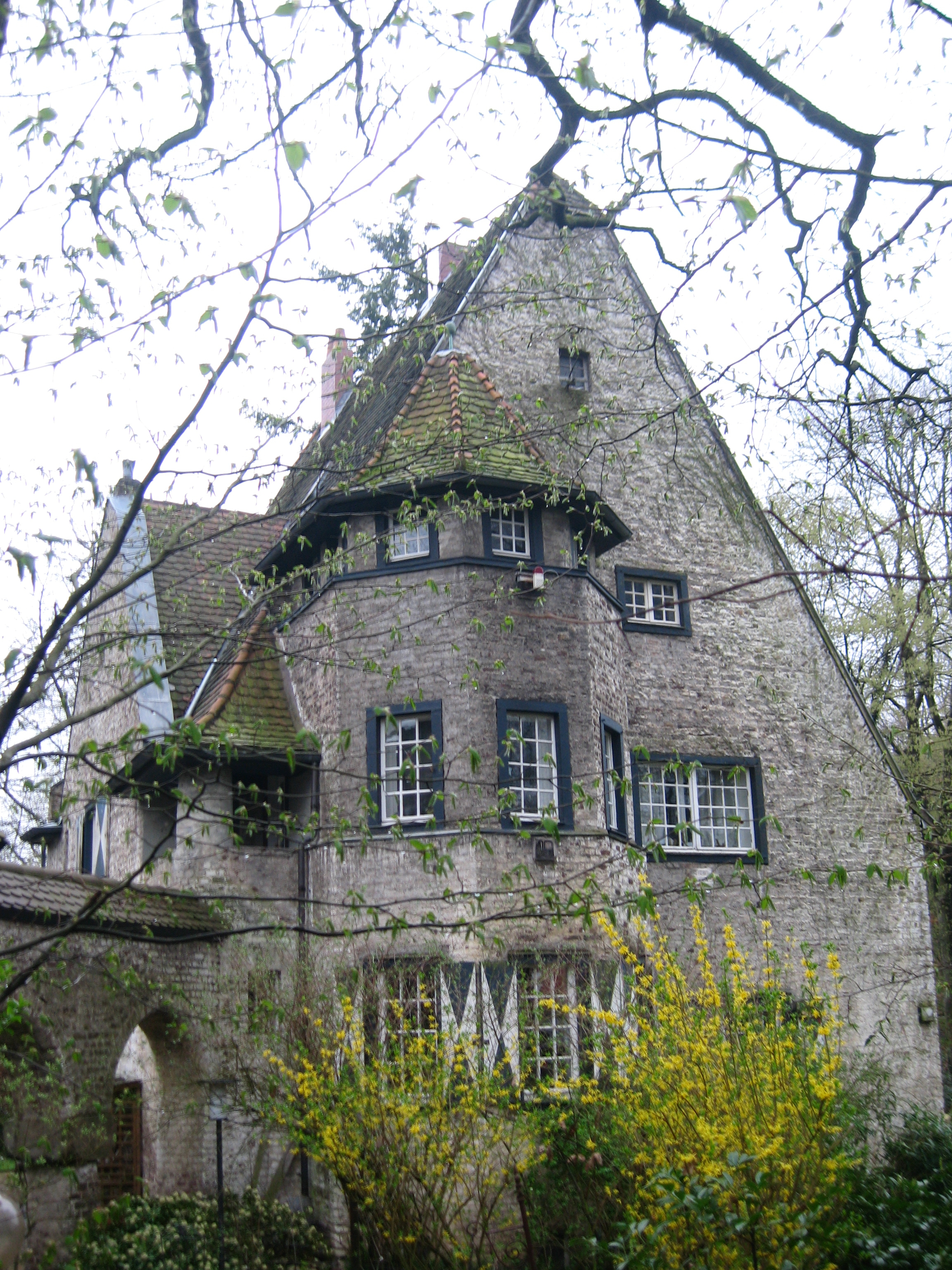
Landhaus Moest, Köln-Rath/Heumar

## Villa und Atelier Moest
Nach dem Tod des Vaters verkaufte Josef Moest dessen Skulpturensammlung 1907 an das Suermondt-Museum in Aachen. Noch im gleichen Jahr veranstaltete er einen Wettbewerb für ein Wohnhaus mit Atelier in Rath/Heumar (Alte Forststraße 2). Gewinner war „Stil“-Mitbegründer Franz Brantzky. 1909 konnte die Anlage, in deren Gestalt sich regionale, „romantische“ und reformbewegte Züge mischen, bezogen werden.
Vor seinem frühen Tod am 5. Mai 1914 vermachte Moest die Villa als „Künstlerheim“ seiner Schwester Rosa (eigentlich: Agatha) Annacker. Nach dem Tod Rosas im Jahre 1955 gelangten das Haus und der erhaltene Nachlass an die Stadt Köln. Letzterer befindet sich heute im Kölnischen Stadtmuseum. Das Anwesen erwarb der Goldschmied Hein Wimmer (1902–1986). Im Jahre 1987 wurde es in die Denkmalliste der Stadt Köln eingetragen.

## Werk
- 1900: Sisyphos
- 1901/1902: St. Barbara (zerstört)[2]
- um 1903: Ausführung der Entwürfe von Friedrich Carl Heimann für den Hochaltar von St. Cäcilien in Köln gemeinsam mit Richard Moest[3]
- 1904: Hochkreuz auf dem Kölner Südfriedhof (erhalten)
- 1904: Holzkreuz (Kleinplastik)
- 1905: St. Martin (Holz), Aachen, Suermondt-Museum
- 1905: St. Georg mit Aia (Kleinplastik)[4]
- 1906: Lady Godiva (Kleinplastik), Köln, Kölnisches Stadtmuseum[5]
- 1907: Kapellenbau (mit Architekt Paul Bachmann)
- 1907: Bauplastik für das Stollwerckhaus in Köln (Architekt Carl Moritz; zerstört)
- 1907–1909: Bauplastik für das Landhaus und Atelier Moest in Rath-Heumar (Architekt Franz Brantzky)
- 1908–1910: Bronze- und Metallarbeiten am Hochaltar von St. Georg nach Entwürfen von Heinrich Renard[6]
- 1910: Bismarck-Denkmal (Modell)[7]
- um 1910: Mädchen mit Schmetterling (Kleinplastik), sign. „Moest, Portmann & Co.“
- 1911/1912: Sitzende für das Gebäude des Barmer Bankvereins in Düsseldorf, Breite Straße 25 (Architekten Carl Moritz und Werner Stahl, erhalten)
- 1910: Bauplastik für das Gebäude des Barmer Bankvereins in Köln, Unter Sachsenhausen (mit Georg Grasegger; Architekt Carl Moritz; erhalten)
- 1912: Pieta/Die Grablegung, Grabmalskulptur (Entwurf) für das Familiengrab;[8] Ausführung W. H. P. Simon, 1956 (Muschelkalk)[9]
- Sitzende (weißer Marmor) für das Grabmal Euskirchen auf dem Kölner Melatenfriedhof[10]
- Parricida-Büste, RWTH Aachen
- Immakulata mit Engelgruppen in der Kölner Minoritenkirche

## Galerie

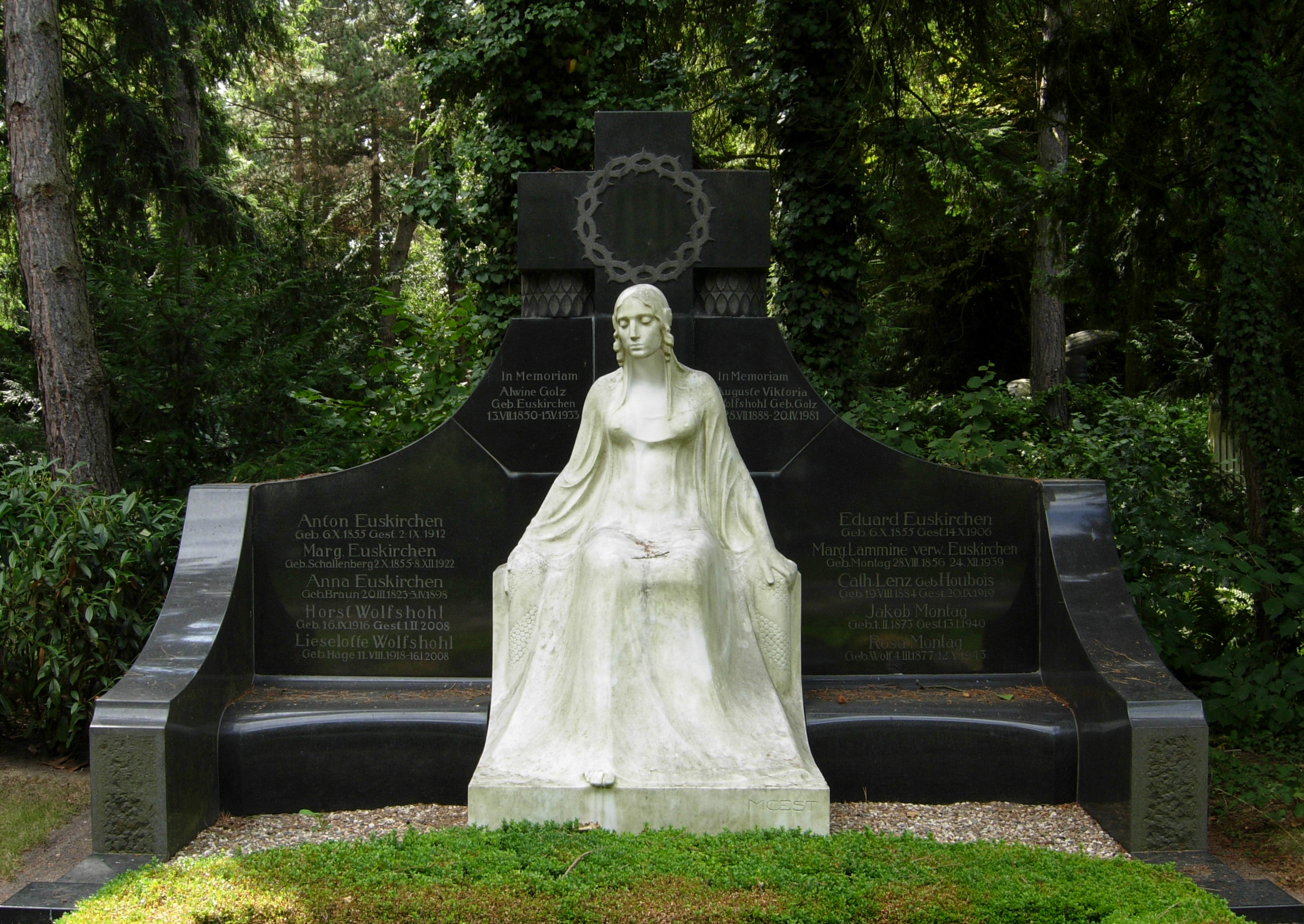
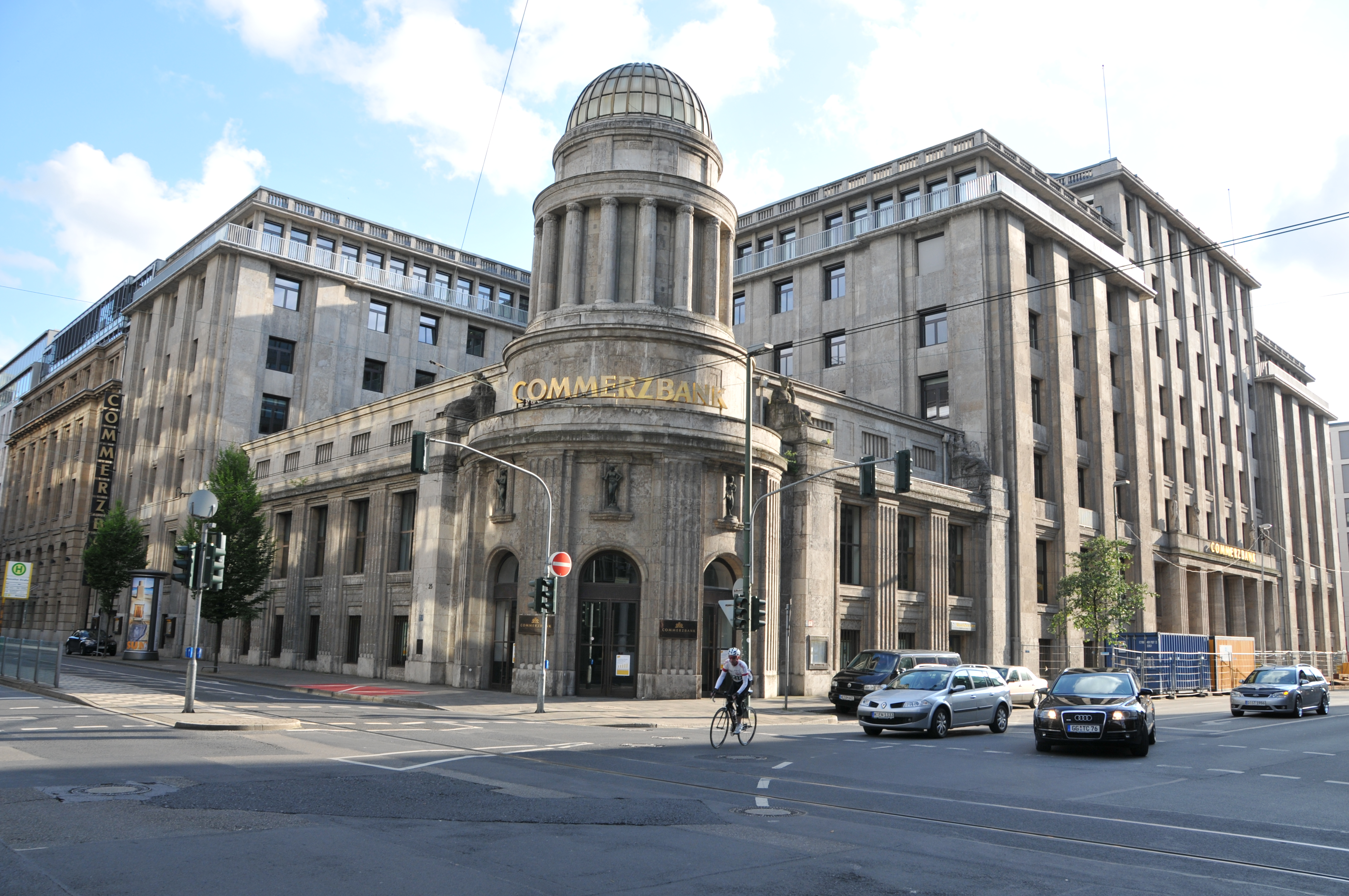
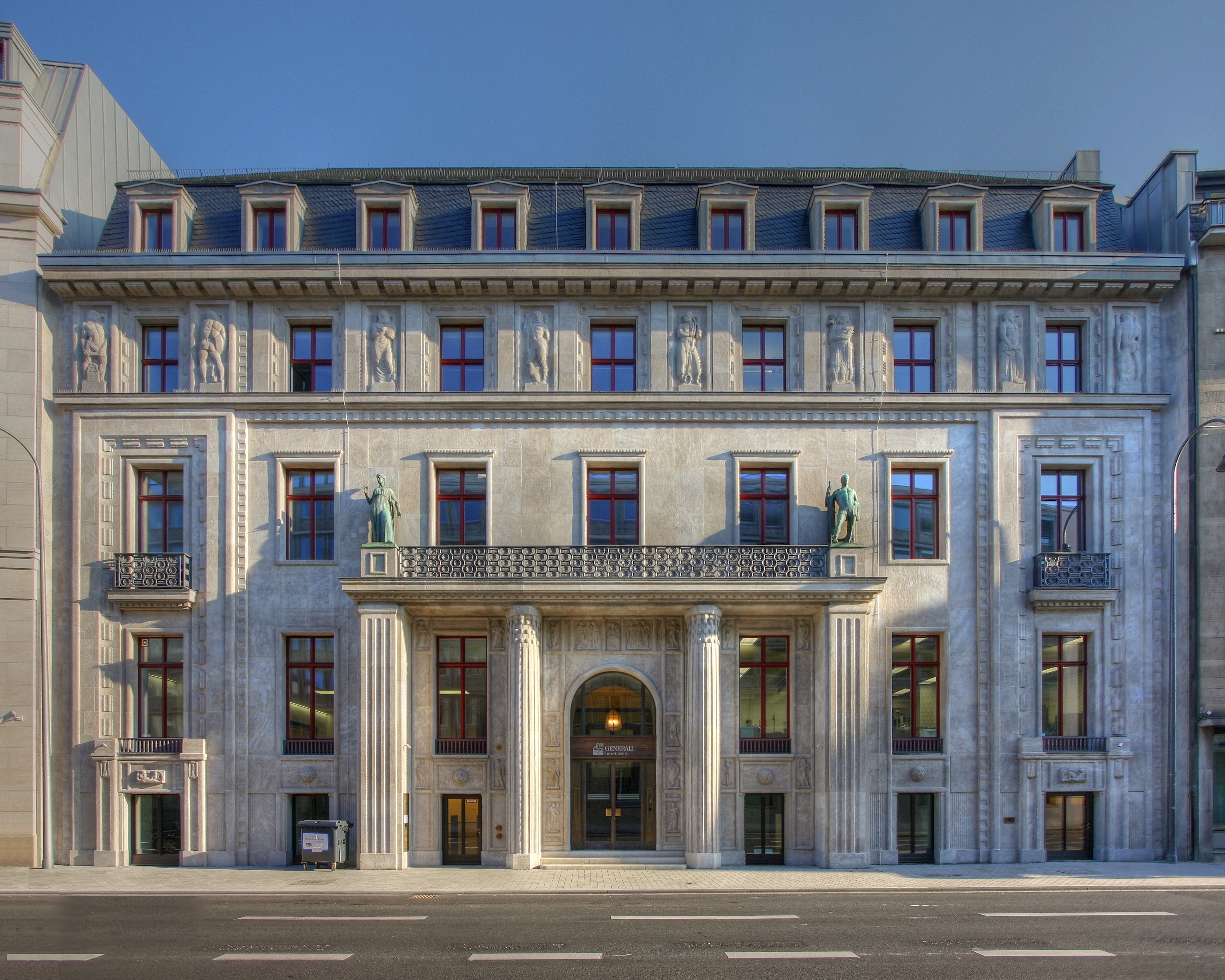
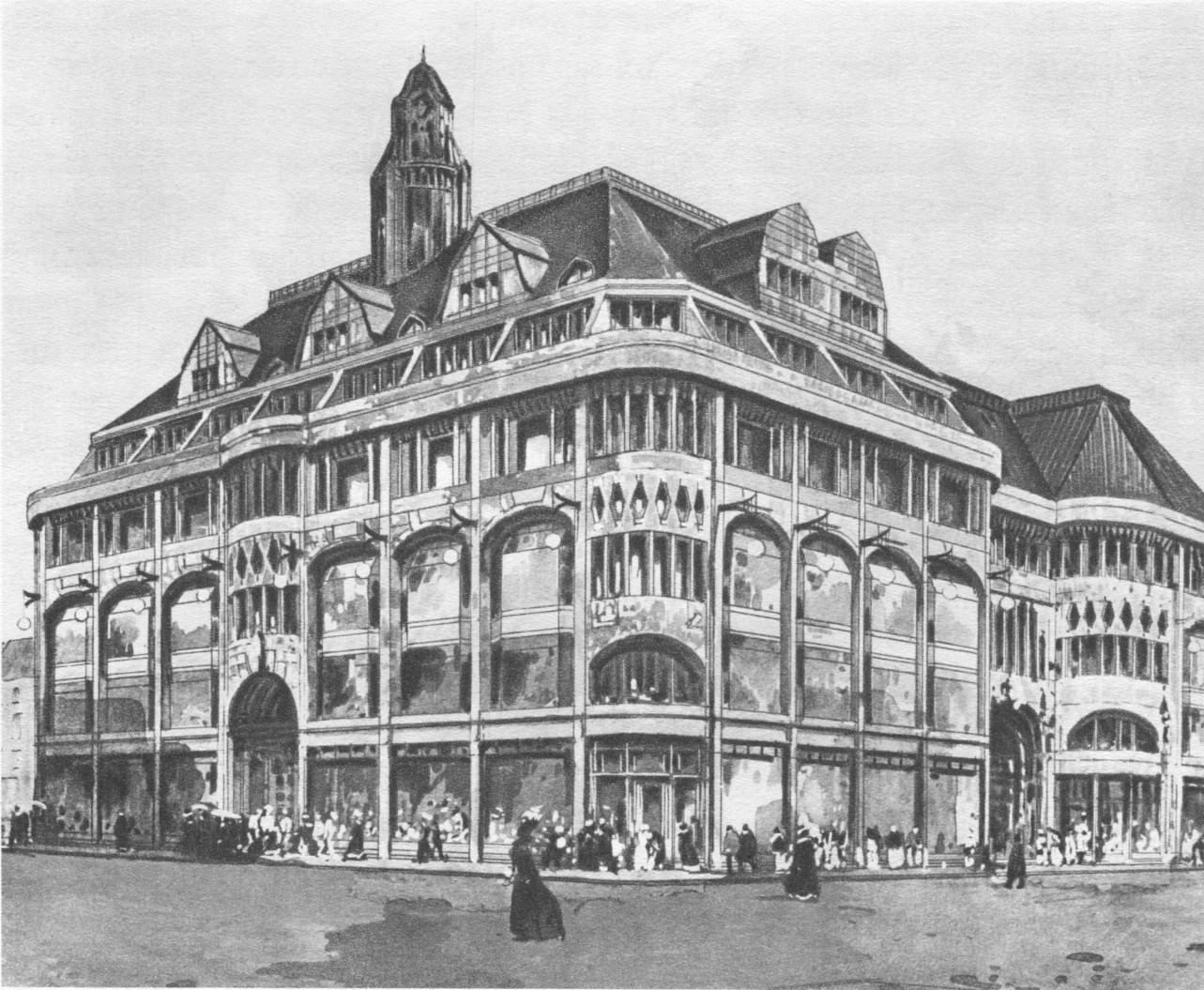